# معهد الفتح الإسلامي
معهد الفتح الإسلامي هو مؤسسة وجماعة وحركة إسلامية في سوريا أسسها الشيخ محمد صالح الفرفور.

## التاريخ
بدأ المعهد نشاطه على شكل حلقات علمية كان يقيمها الشيخ محمد صالح الفرفور في الجامع الأموي ، وفي بعض مساجد حي القيمرية مثل جامع فتحي في مدينة دمشق في أربعينات القرن العشرين الميلادي. ولما اتسع نشاطه وكثر طلابه أسس الشيخ جمعية الفتح الإسلامي لترعى شؤونه ونشاطه المالي و العلمي وتشرف على طلابه. ثم تمخض عنها معهد جمعية الفتح الإسلامي.
ثم انتقل التدريس لدار اشترتها جمعية الفتح الإسلامي في محلة القيمرية في ممر باب السلامة، وهناك انقلبت الدراسة من حلقات دراسية إلى معهد تنظمت صفوفه على خمس درجات وشهادة، ومنه تخرج كثير من الأئمة والخطباء والمدرسين في سوريا وغيرها كلبنان وتركيا والحبشة والأكراد وشرقي الأردن.
ثم بدأ التطور في المعهد في حياة الشيخ حيث انتقل مقره إلى قبو مسجد بلال الحبشي بدمشق ، وتسلم إدارته منذ العام الدراسي 1983- 1984 الشيخ الدكتور عبد الفتاح البزم بإشارة و تكليف من الشيخ ثم صدر قرار وزير الأوقاف رقم 372 /ع بتاريخ 4/10/1984م القاضي بتسميته مديراً للمعهد، وبدأت عملية التطوير والنهضة بإشراف الشيخ المؤسس وإشراف العلامة الشيخ عبد الرزاق الحلبي (شيخ الجامع الأموي ـ رئيس مجلس إدارة جمعية الفتح الإسلامي بدمشق ) وبالتعاون مع أنجال الشيخ وعلى رأسهم الشيخ الدكتور حسام الدين فرفور (نائب المشرف العام على مجمع الفتح الإسلامي ـ رئيس فرع معهد الشام في مجمع الفتح الإسلامي).
بقي معهد الفتح الإسلامي على هذا الحال ترعاه وتشرف عليه جميعة الفتح الإسلامي ، إلى أن قررت الجهات الرسمية فصل المعاهد الشرعية عن الجمعيات الخيرية وذلك عام 2008 م . فأصدر وزير الأوقاف قرارا ً رقم / 1242 / بتاريخ 12 / 11 / 2008 م ينص على تأليف لجنة تشرف على مسيرته العلمية وجمع التبرعات لتمويل معهد الفتح الإسلامي بقسميه الذكور والإناث.
وفي عام 2017 م تم صدور المرسوم التشريعي رقم / 8 / الذي ينص على تحويل معهد الشام العالي إلى جامعة بلاد الشام للعلوم الشرعية.

## انظر ايضا
- أحمد كفتارو
- قبيسيات
- جماعة زيد